# Xtreme Kidz
Xtreme Kidz è un adventure game italiano per ragazzi andato in onda dall'11 ottobre 2010 su Disney XD e presentato da Luca Solesin.

## Format
Dieci ragazzi devono affrontare una serie di sfide al limite dell'estremo per decidere chi di loro è un vero Xtreme Kid. I protagonisti sono cinque ragazzi (Anis, Edoardo, Emanuele, Luca, Roberto) e cinque ragazze (Irene, Sharon, Giovanna, Martina, Matilde) tra i 12 e i 15 anni, valutati alla fine di ogni puntata da Vittorio Brumotti e Leonardo Frontani.

## Puntate
| nº | Titolo                                | Prima TV Italia |
| -- | ------------------------------------- | --------------- |
| 1  | Il Team - La Ferrata                  | 11 ottobre 2010 |
| 2  | Le Tre Conche - La Calata Vertiginosa | 13 ottobre 2010 |
| 3  | Segui La Traccia - Lost               | 15 ottobre 2010 |
| 4  | Free Climbing - Campo Base            | 18 ottobre 2010 |
| 5  | Percorso Impossibile - Ponte Tibetano | 20 ottobre 2010 |